# Zeugomantispa minuta
Zeugomantispa minuta är en insektsart som först beskrevs av Fabricius 1775.  Zeugomantispa minuta ingår i släktet Zeugomantispa och familjen fångsländor. Inga underarter finns listade i Catalogue of Life.